# 多斯冰川
多斯冰川（英語：Doss Glacier），是南極洲的冰川，位於沙克爾頓海岸，處於博曼山以東，最終在伊麗莎白女王嶺北岸注入尼姆羅德冰川，美國地質調查局根據測量和該國海軍的空中照片繪入地圖，現時由南極條約體系管理。